# Dipogon lignosus
Dipogon es un género monotípico de plantas con flores perteneciente a la familia Fabaceae. Su única especie, el caracolillo de Cádiz (Dipogon lignosus), es originaria de Sudáfrica.

## Descripción
Es una planta  casi glabras, sufruticosa, voluble; foliolos oval-acuminados, más pálidos por el envés, la terminal enguante en cada lado; pedúnculos tan largos como las hojas; legumbres falcadas, con 4-6 de semillas negruzcas. Tallo leñoso abajo, de varios metros de longitud, ramificado, las porciones más jóvenes pubescentes, convirtiéndose en glabras con la edad.  Flores brillantes de color púrpura.

## Taxonomía
Dipogon lignosus fue descrita por (L.) Verdc. y publicado en Taxon 17(5): 537. 1968.
Sinonimia
- Dolichos capensis sensu auct.
- Dolichos gibbosus Thunb.
- Dolichos lignosus L.
- Verdcourtia lignosa (L.) Wilczek	[5]